# 村田武
村田 武（むらた たけし、1887年（明治20年）2月3日 - 没年不詳）は、日本の内務官僚。

## 経歴
静岡県に堀慎作の長男として生まれ、村田熊三郎の養子となった。錦城中学校、第二高等学校を経て、1914年（大正3年）、東京帝国大学法科大学法律科を卒業し、高等文官試験に合格。和歌山県属、同警視、同理事官、同日高郡長、京都府理事官、兵庫県理事官、福岡県書記官・学務部長、和歌山県警察部長、岐阜県警察部長、山形県警察部長を歴任した。
1929年（昭和4年）に退官した後は、京都市助役を務めた。